# Красноостровский сельсовет
Красноостровский сельсовет — сельское поселение в Сеченовском районе Нижегородской области. Административный центр — село Красный Остров.

## История
На территории сельсовета работал Красноостровский совхоз 
Статус и границы сельского поселения установлены Законом Нижегородской области от 15 июня 2004 года № 60-З «О наделении муниципальных образований - городов, рабочих посёлков и сельсоветов Нижегородской области статусом городского, сельского поселения».

## Население
| 2002 | 2010 | 2012 | 2013 | 2014 | 2015 | 2016 |
| ---- | ---- | ---- | ---- | ---- | ---- | ---- |
| 593  | ↘494 | ↘477 | ↘460 | ↘444 | ↘441 | ↘416 |
| 2017 | 2018 | 2019 | 2020 | 2021 |      |      |
| ↘401 | ↘393 | ↘389 | ↘379 | ↘344 |      |      |

## Состав сельского поселения
| № | Населённый пункт | Тип населённого пункта       | Население |
| - | ---------------- | ---------------------------- | --------- |
| 1 | Красный Остров   | село, административный центр | ↘359      |
| 2 | Левашовка        | село                         | ↘135      |